# راب بتلر
ريتشارد أوستن بتلر، بارون سافرون والدين، (9 ديسمبر 1902–8 مارس 1982)، المعروف أيضًا باسم آر، إيه. بتلر والمعروف من الأحرف الأولى من اسمه راب، سياسي بريطاني ومحافظ بارز، حائز على وسام فرسان الرباط، ووسام رفقاء الشرف، وهو في المجلس الخاص للمملكة المتحدة، ونائب ملازم. وصفه نعي التايمز بأنه «مبتكر النظام التعليمي الحديث، والشخصية الرئيسية في إحياء التيار المحافظ بعد الحرب، ويمكن القول إنه المستشار الأكثر نجاحًا منذ الحرب ووزير الداخلية الأكثر حماسة للإصلاح». كان واحدًا من قادة حزبه في الترويج لوفاق ما بعد الحرب الذي اتفقت من خلاله الأحزاب الرئيسية إلى حد كبير على النقاط الرئيسية للسياسة الداخلية حتى سبعينيات القرن العشرين، والتي كانت تُعرف أحيانًا باسم «البوتسكيلية» من دمج اسمه مع اسم نظيره العمالي هيو غيتسكل.
ولد بتلر في عائلة من الأكاديميين والإداريين الهنود، وتمتع بمهنة أكاديمية متميزة قبل دخوله البرلمان عام 1929. كوزير في الحكومة، ساعد في تمرير قانون حكومة الهند لعام 1935. أيد بشدة تسوية ألمانيا النازية في 1938-1939. دخل مجلس الوزراء في عام 1941، وشغل منصب وزير التعليم (1941-1945، وأشرف على قانون التعليم لعام 1944). عندما عاد المحافظون إلى السلطة في عام 1951، شغل منصب مستشار الخزانة (1951-1955)، ووزير الداخلية (1957-1962)، ونائب رئيس الوزراء ووزير الدولة الأول (1962-1963)، ووزير الخارجية (1963-1964).
كان لدى بتلر حياة وزارية طويلة على نحو استثنائي، وكان واحدًا من اثنين فقط من السياسيين البريطانيين (الآخر هو جون سيمون، أول فيكونت سيمون) اللذان شغلا ثلاثة من المناصب الأربعة الكبرى للدولة، ولكنه لم يكن أبدًا رئيسًا للوزراء، وأقصي في عامي 1957 و1963. في ذلك الوقت، بُت في القيادة المحافظة من خلال عملية التشاور الخاصة بدلًا من التصويت الرسمي. بعد تقاعده من السياسة في عام 1965، عُين بتلر أستاذًا في كلية الثالوث، كامبريدج.

## بداية حياته السياسية
أثناء زيارته لفانكوفر في شهر العسل في يونيو 1927، علم بتلر أن ويليام فوت ميتشل، النائب المحافظ عن سافرون والدين، لن يخوض الانتخابات المقبلة، وبمساعدة صلاته العائلية في كورتولد، اختير بتلر دون معارضة كمرشح محافظ في 26 نوفمبر 1927. انتخب في الانتخابات العامة عام 1929، واحتفظ بالمقعد حتى تقاعده عام 1965.
حتى قبل انتخابه لعضوية البرلمان، كان بتلر السكرتير الخاص لصمويل هور، عندما شُكلت الحكومة الوطنية في أغسطس 1931، عُين هور وزير الدولة لشؤون الهند، وعُين بتلر سكرتيرًا برلمانيًا خاصًا لهور. في يناير 1932 زار الهند كجزء من لجنة امتياز اللورد لوثيان، التي أنشأها مؤتمر المائدة المستديرة، والتي أوصت بزيادة كبيرة في عدد الناخبين الهنود.
في 29 سبتمبر 1932 أصبح بتلر الوكيل البرلماني لوزارة الدولة لشؤون الهند، بعد استقالة اللورد لوثيان والليبراليين الآخرين بسبب تخلي الحكومة الوطنية عن التجارة الحرة. في سن التاسعة والعشرين، كان أصغر عضو في الحكومة، وكان مسؤولًا عن قيادة قانون حكومة الهند لعام 1935 خلال البرلمان، ومواجهة معارضة ونستون تشرشل واليمين المحافظ. احتفظ بهذا المنصب في حكومة ستانلي بلدوين الثالثة (1935-1937) وعندما حل محله نيفيل تشامبرلين كرئيس للوزراء في مايو 1937، عُين بتلر سكرتيرًا برلمانيًا في وزارة العمل.

## وزارة الخارجية، منذ عام 1938 وحتى عام 1941
في التعديل الوزاري الناجم عن استقالة وزير الخارجية أنطوني إيدن، واللورد كرنبورن وكيل وزارة الخارجية للشؤون الخارجية في فبراير 1938، حل بتلر محل كرنبورن كنائب للوزير. مع وجود وزير الخارجية الجديد اللورد هاليفاكس في مجلس اللوردات، كان بتلر المتحدث الرئيسي باسم وزارة الخارجية في مجلس العموم.
في المناقشات الداخلية التي أعقبت ضم ألمانيا للنمسا في 12 مارس 1938، نصح بتلر بعدم منح تشيكوسلوفاكيا ضمانًا بالدعم البريطاني، ووافق على قرار مجلس الوزراء في 22 مارس بعدم القيام بذلك، وهي حقائق حذفها لاحقًا من مذكراته. خلال أزمة السوديت، كان يحضر اجتماع عصبة الأمم في جنيف لكنه أيد بقوة رحلة تشامبرلين إلى بيرتشسغادن في 16 سبتمبر، حتى لو كان ذلك يعني التضحية بتشيكوسلوفاكيا من أجل السلام. عاد بتلر إلى بريطانيا لإلقاء خطاب الختام للحكومة في المناقشة البرلمانية حول اتفاقية ميونيخ في 5 أكتوبر. بعد أن تحدث تشرشل، قال بتلر إن الحرب لم تحل شيئًا وأنه من الأفضل «تسوية خلافاتنا مع ألمانيا بالتشاور». لكنه لم يدافع مباشرة عن تسوية ميونيخ، ودعا اقتراحه إلى دعم تجنب الحرب والسعي إلى تحقيق سلام دائم.
أصبح بتلر مستشارًا خاصًا في قائمة الشرف للعام الجديد لعام 1939، وهو أصغر شخص جرى تعيينه منذ تشرشل في عام 1907.

### بعد براغ
بعد الاحتلال الألماني لتشيكوسلوفاكيا في 15 مارس 1939، صُدم بتلر، مثل تشامبرلين، من ازدواجية هتلر في خرق اتفاقية ميونيخ. وبدافع من هاليفاكس، حاولت بريطانيا ردع المزيد من العدوان الألماني من خلال التعهد بخوض الحرب للدفاع عن بولندا ودول أوروبا الشرقية الأخرى. تشير الأدلة إلى أن بتلر لم يدعم ذلك التعهد، وفضل التضحية ببولندا أيضًا من أجل السلام.
أصبح بتلر عضوًا في لجنة السياسة الخارجية، التي وافقت على السعي إلى تحالف أنجلو-سوفيتي في مايو 1939، خلافًا لرغبات تشامبرلين وبتلر، لكن بتلر وهوراس ويلسون أقنعا تشامبرلين بعرقلة البحث عن اتفاق من خلال وضع شرط مفاده أن بريطانيا لن تقاتل دون موافقة عصبة الأمم. طوال صيف عام 1939، استمر بتلر في الضغط من أجل توثيق العلاقات الأنجلو-ألمانية ولكي تعتمد بريطانيا على بولندا للتوصل إلى اتفاق مع ألمانيا.
بعد إعلان ميثاق مولوتوف-ريبنتروب في 23 أغسطس 1939، نصح بتلر بريطانيا بعدم احترام ضمانها الدفاع عن بولندا ضد ألمانيا، وبدلًا من ذلك فضل اقتراح هتلر بالسماح لألمانيا بتسوية الأمور مع بولندا كما كانت ترغب، وفي المقابل تتنازل عن مستعمراتها السابقة وتوفع تحالفًا أنجلو-ألمانيًا. سجل أوليفر هارفي (27 أغسطس) أن بتلر وهوراس ويلسون كانا «يعملان مثل القنادس» من أجل «ميونيخ أخرى»، ومع ذلك، وافقت الحكومة في النهاية على احترام ضمانها لبولندا.
في وقت متأخر من بداية سبتمبر 1939، ومع اقتراب الغزو الألماني لبولندا، أشارت التعليقات الواردة في مذكرات شانون إلى أن بتلر كان متعاطفًا مع الجهود الإيطالية في اللحظة الأخيرة للتوسط في السلام وأنه وبتلر شعرا بالارتياح بسبب التأخير في إعلان الحرب البريطانية على ألمانيا، مع أن التأخير في إصدار الإنذار البريطاني كان سببه في الواقع عدم الاتفاق مع الفرنسيين على التوقيت.

### وزير الخارجية: آراء لاحقة ومذكرات بتلر
غالبًا ما استعمِل ارتباط بتلر الوثيق بالتسوية ضده في وقت لاحق من حياته المهنية. على الرغم من أنه شغل في وقت لاحق العديد من المناصب الوزارية العليا، بحلول وقت السويس في عام 1956، فإن ماضيه، إلى جانب افتقاره إلى الخبرة العسكرية الشخصية، أضر بسمعته في نظر الجيل الأصغر من النواب المحافظين، وكثير منهم من قدامى المحاربين في الحرب العالمية الثانية. على الرغم من أن بتلر في ذلك الوقت أيد بشدة التوصل إلى اتفاق مع هتلر باعتباره ضروريًا للسلام، لكن في مذكراته فن الممكن (1971)، دافع عن اتفاقية ميونيخ باعتبارها ضرورية لكسب الوقت لإعادة التسلح وكسب التأييد العام للحرب في بريطانيا والدومينيون، بينما ادعى أيضًا أنه لم يكن لديه سوى القليل من المساهمات في اتجاه السياسة الخارجية.